# Симфония № 1 (Бетховен)
Симфония № 1 до мажор, op. 21 (Bia. 203) — сочинение Людвига ван Бетховена, посвященное барону Готфриду ван Свитену.

## История создания и исполнения
Симфония была написана Бетховеном в 1799—1800 гг., премьера состоялась 2 апреля 1800 года в Вене, в Императорском Бургтеатре, под руководством Пауля Враницкого. Несколькими месяцами позже симфония была исполнена в Лейпциге. Там же в 1801 г. она была опубликована типографией Хоффмейстера и Кюхнеля. Бетховен посвятил симфонию барону Готфриду ван Свитену, директору императорской библиотеки и крупному меценату, дружному, в своё время, с Моцартом и Гайдном. Стоит заметить, что ряд черновых набросков финала симфонии относится ещё к весне 1795 года, когда Бетховен обучался контрапункту у Альбрехтсбергера.
Впервые в России симфония была исполнена в 1863 году в Москве.
Полное название произведения: «Grande sinphonie avec deux violons, viole, violohcell et contre basse, deux flutes, deux oboe, deux cors, deux fagots, deux clarines et tymbales».

## Оркестр
Симфония написана для 2 флейт, 2 гобоев, 2 кларнетов в строе C и D, 2 фаготов, 2 валторн в C и F, 2 труб в C, литавр и стандартного состава струнных.
Ныне партия кларнета обычно исполняется инструментом в строе B♭, так как кларнеты в C и D в наше время не используются широко. Существует мнение, что более корректно исполнять партию кларнета на инструменте в E♭ строе, который значительно ближе по своим характеристикам к кларнету в C и D.

## Первая симфония и влияние Моцарта и Гайдна
Симфонии Гайдна и последние симфонии Моцарта, созданные в конце XVIII столетия, задали стандарт произведений этого жанра, охотно воспринятый и оценённый музыкальной аудиторией того времени, главным образом в Вене. Бетховен, в ту пору лишь завоевывавший венскую публику, должен был считаться с этим стандартом, поэтому первая симфония в значительной мере продолжает музыкальные традиции, заложенные великими предшественниками композитора. Несмотря на то, что ряд особенностей авторского стиля уже заметны в этом произведении, в том числе частое использование сфорцанди, мастерские партии духовых (вызывавшие, впрочем, нарекания критиков того времени, один лейпцигский корреспондент писал: «Отметим, между прочим, слишком частое употребление духовых инструментов; можно подумать, что это скорее пьеса для военного, а не симфонического оркестра.») и литавр, все-таки симфония остается своего рода «эхом» симфоний Гайдна и Моцарта (в особенности симфонии Моцарта «Юпитер» в той же тональности, С major, K. 551; одна из тем финала первой симфонии очень близка к теме из финала «Юпитера»), для неё характерны легкость, простота, наивность и изящество, формирующие особое настроение произведений Гайдна и Моцарта, и не встречающиеся в творчестве позднего Бетховена.

## Анализ
Симфония состоит из четырех частей:
1. Adagio molto — Allegro con brio;
2. Andante cantabile con moto;
3. Menuetto (Scherzo): Allegro molto e vivace;
4. Adagio — Allegro molto e vivace.

Продолжительность — примерно 25 минут.

### Первая часть
12-тактное вступление воспринимается зачастую как музыкальная шутка, которая, в действительности, может быть результатом бетховеновских музыкальных экспериментов: она состоит из последовательности аккордов в различных тональностях, отчего слушатель осознает настоящую тональность произведения лишь постепенно. Этот прием, объективно очень интересный и новаторский на тот момент, натолкнулся на непонимание критиков и большей части аудитории: «… такое начало непригодно для открытия большого концерта в многолюдном оперном театре».
Темой первой части является шеститактовая фраза, очень удачно, в моцартовской манере, разрабатываемая автором.

### Вторая часть
Эта часть исполняется значительно быстрее, по сравнению с обычным темпом анданте, и ближе, в этом отношении, к moderato. Она начинается с нежной мелодии, которую выводят вторые скрипки, к которым постепенно добавляются другие инструменты. Затем эта тема, которую композитор мастерски разрабатывает фугой (прием фугато), чередуется с другой, более светлой и беззаботной, мелодией. Тональность andante — фа мажор, субдоминанта основной тональности произведения, до мажор. Во второй части особо интересен аккомпанемент литавр piano, позднее ставший заурядным приемом, но появившийся впервые лишь у Бетховена.

### Третья часть
Озаглавленная как menuetto (который является стандартной «танцевальной», третьей частью в симфониях Моцарта и Гайдна), эта часть в действительности представляет собой намного более живое по темпу scherzo (ит. шутка). В этой перемене заключается основное новаторское содержание симфонии.

### Четвертая часть
Начинается неполными гаммами до мажор, которые исполняются в медленном темпе, сперва лишь три ноты, затем четыре, пять, шесть и наконец полная гамма из семи нот, сыгранная в два раза быстрее, знаменует собой настоящее начало финальной части.

## Отзывы современников
В целом симфония была воспринята музыкальным обществом одобрительно, «… в заключение концерта была поставлена его же [Бетховена] симфония, образцовое произведение искусства, полное новизны и богатства идей».
По словам другого критика, «если мы видим только когти, предвещающие появление льва, то от того лишь, что лев счел нужным не атаковать сразу».
Роберт Шуман, младший современник Бетховена, так отзывался о гении и его первой симфонии: «Любите его, любите искренне, но не забывайте, что он достиг истинной творческой свободы спустя годы скрупулезного учения, что стало возможно лишь благодаря его беспокойному, не знающему, ни покоя, ни препятствия, духу. Не пытайтесь выискать чего-либо необычное, но зрите в корень самого творения и увидите его гений не в его последней симфонии …, но вы увидите мятежный дух и в первой симфонии».